# El Morell
El Morell est une commune de la province de Tarragone, en Catalogne, en Espagne, de la comarque de Tarragonès.